# Cingia de' Botti
Cingia de' Botti (Singia in dialetto cremonese) è un comune italiano di 1 137 abitanti della provincia di Cremona, in Lombardia.

## Storia

### Simboli
Lo stemma e il gonfalone del comune di Cingia de' Botti sono stati concessi con decreto del presidente della Repubblica del 25 ottobre 1999.
Lo stemma riprende quello del ramo della famiglia Botti (o Botta) di Cingia, originaria di Cremona, che si blasonava d'azzurro, alla fascia scaccata di argento e di rosso, accompagnata da tre stelle d'oro a otto raggi; al capo d'oro, caricato di un'aquila coronata di nero. 
Il campanile raffigurato è quello di Pieve Gurata, che la tradizione fa risalire all'anno 876, uno dei più antichi esempi di architettura gotica nel territorio della diocesi di Cremona, la cui sagoma è assurta a simbolo della località.
Il gonfalone è un drappo di rosso.

## Società

### Evoluzione demografica
Abitanti censiti

## Infrastrutture e trasporti
Tra il 1888 e il 1954 Cingia de' Botti era servita da una stazione della tranvia Cremona-Casalmaggiore, gestita in ultimo dalla società Tramvie Provinciali Cremonesi.